# Joel (profeta)

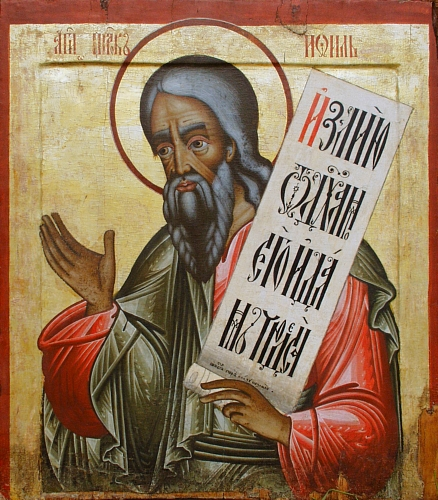
El profeta Joel, icono ruso del.

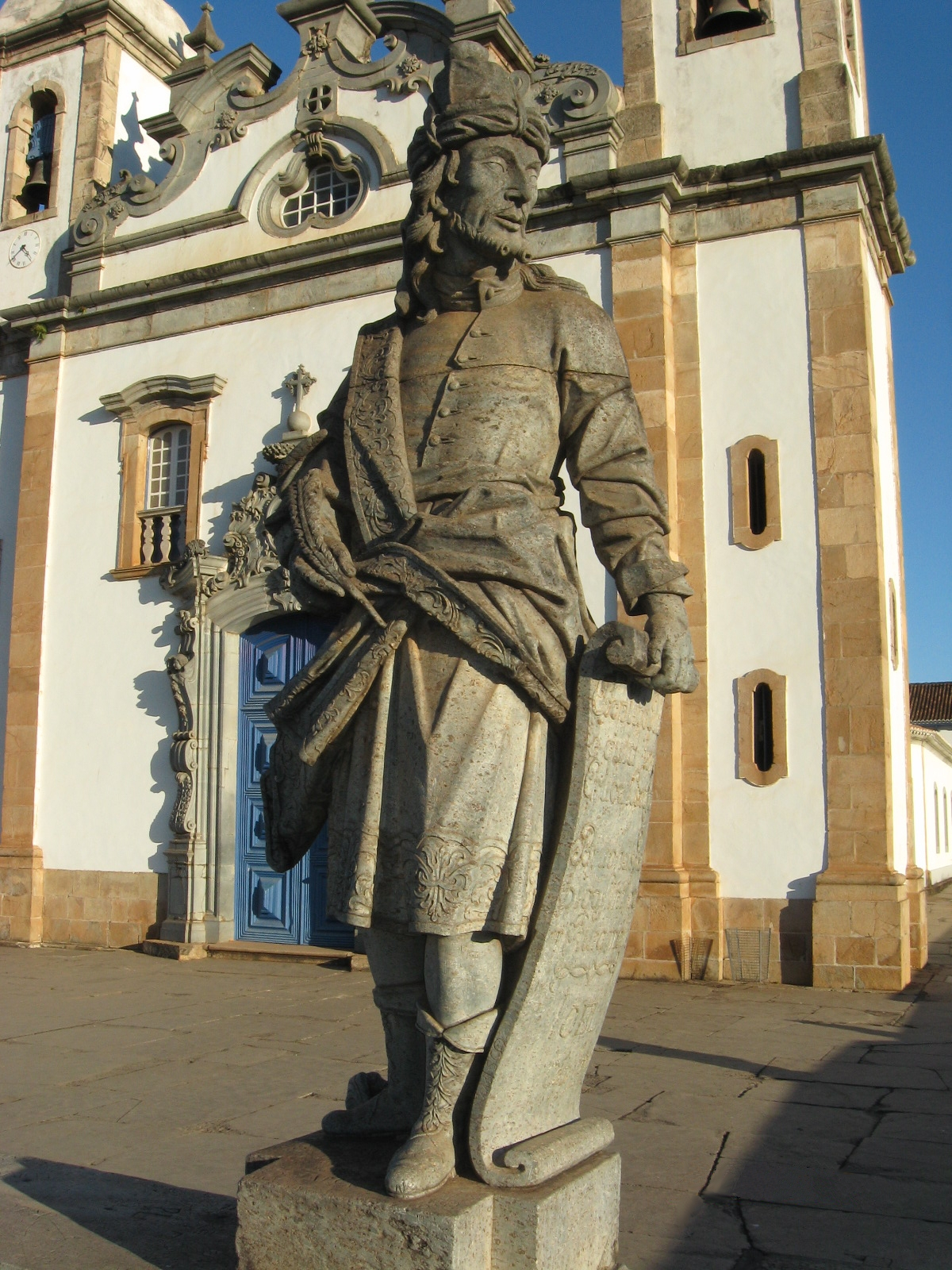
Profeta Joel, por Aleijadinho, Congoñas, Minas Gerais, 1800-5.

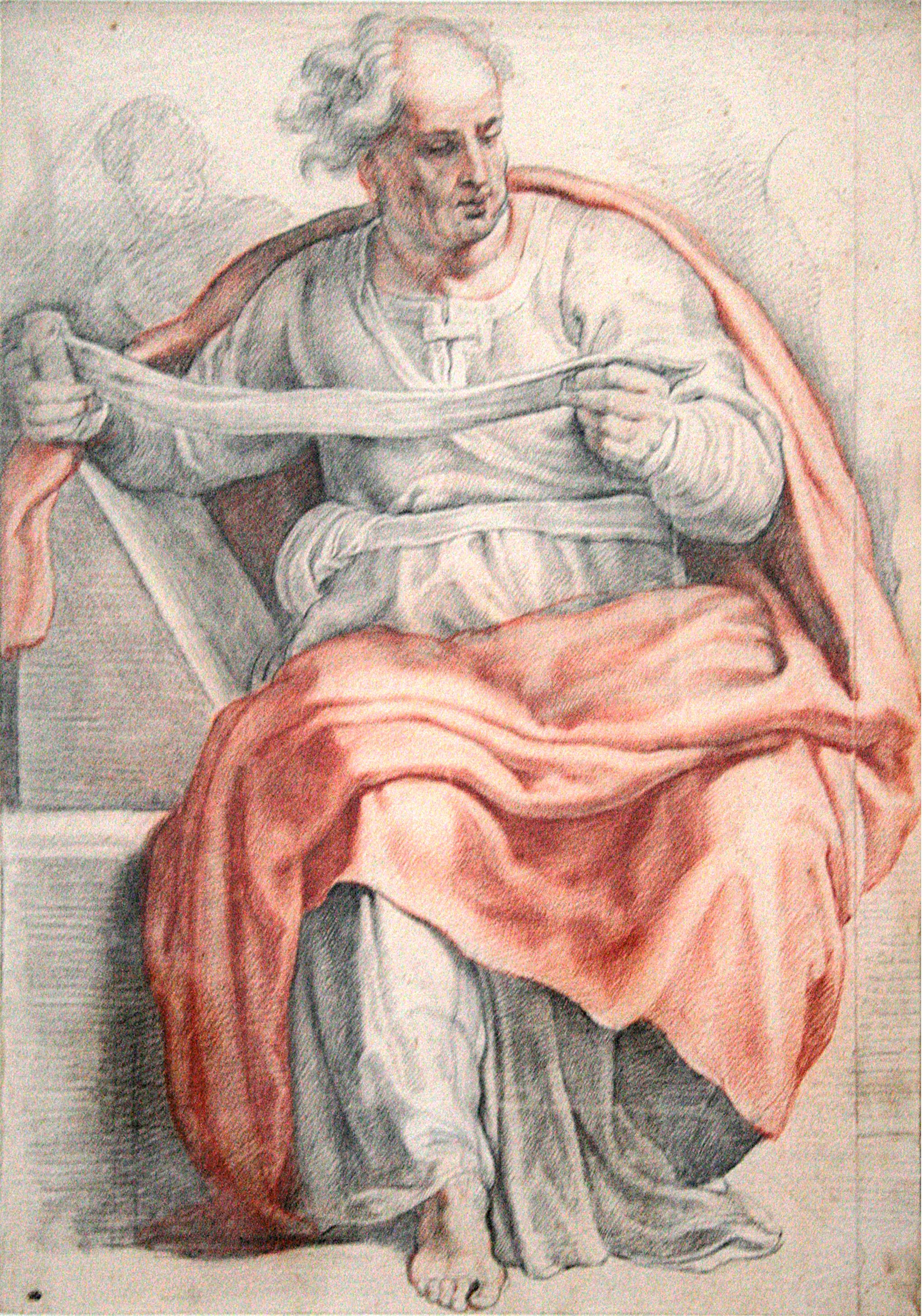
El profeta Joel copia de Pedro Pablo Rubens del original de Miguel Ángel en la Capilla Sixtina (1601-1602) - Departamento de Artes Gráficas del Louvre.

Joel (hebreo: "יואל" ("Yw Ēl"), Yahveh es Dios) es un personaje del Tanaj (Antiguo testamento), fue el segundo profeta de los doce profetas menores seguido por Abdías.

## Biografía
Al parecer profetizó en el reino de Judá, después de la ruina de Israel, y el transporte de las diez tribus a Asiria. Su profecía, que no contiene más que cuatro capítulos, anuncia cuatro grandes acontecimientos.

## Interpretación de las profecías
En Hechos de los apóstoles, c. 2, v. 16, aplica San Pedro a la venida del Espíritu Santo lo que Joel había dicho de los favores que Dios quería conceder a su pueblo y de las señales que debían aparecer con este motivo en el cielo y en la tierra. De aquí han deducido muchos padres y algunos comentadores que la profecía de Joel no se había cumplido en toda su extensión a la vuelta de la cautividad de Babilonia. Que por consecuencia se necesitaba darle un doble sentido. Algunos modernos que han visto que tampoco se habían verificado todas las circunstancias en la venida del Espíritu Santo y en la predicación del Evangelio, han pensado que lo que se dice del juicio que Dios debía ejercer sobre las naciones, debe entenderse del fin del mundo y del juicio final. En consecuencia, que hay en las palabras de Joel un tercer sentido profético.